# Сарланд
Сарла́нд (фр. Sarlande) — коммуна во Франции, находится в регионе Аквитания. Департамент — Дордонь. Входит в состав кантона Иль-Лу-Овезер. Округ коммуны — Нонтрон.
Код INSEE коммуны — 24519.

## География

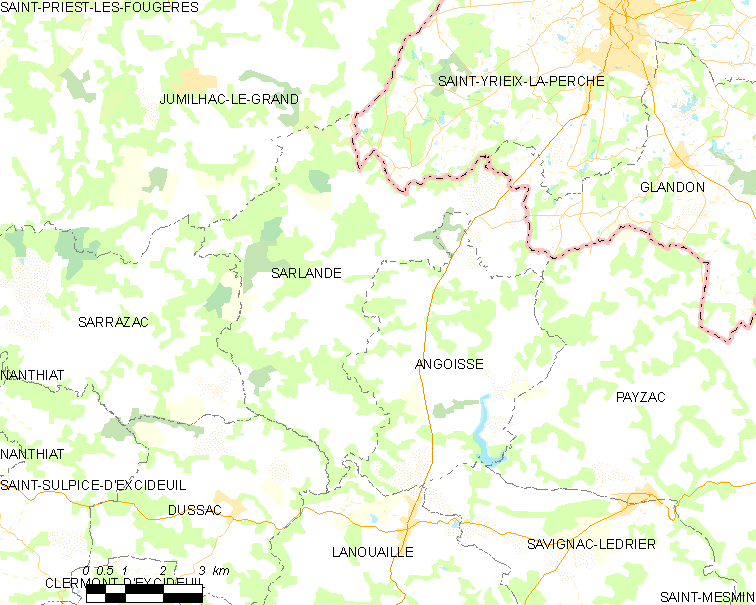
Карта коммуны

Коммуна расположена приблизительно в 390 км к югу от Парижа, в 150 км северо-восточнее Бордо, в 45 км к северо-востоку от Перигё.
По территории коммуны протекает река Лу.

### Климат
Климат умеренный океанический со средним уровнем осадков, которые выпадают преимущественно зимой. Лето здесь долгое и тёплое, однако также довольно влажное, здесь не бывает регулярных периодов летней засухи. Средняя температура января — 5 °C, июля — 18 °C. Изредка вследствие стечения неблагоприятных погодных условий может наблюдаться непродолжительная засуха или случаются поздние заморозки. Климат меняется очень часто, как в течение сезона, так и год от года.

## Население
Население коммуны на 2010 год составляло 418 человек.
| 1962 | 1968 | 1975 | 1982 | 1990 | 1999 | 2010 |
| ---- | ---- | ---- | ---- | ---- | ---- | ---- |
| 811  | 697  | 621  | 524  | 468  | 420  | 418  |

## Администрация
| Период | Период | Фамилия    | Партия                              | Примечания |
| ------ | ------ | ---------- | ----------------------------------- | ---------- |
| 1983   | 2008   | Камиль Кло | Французская коммунистическая партия |            |
| 2008   | 2020   | Ален Мези  | сторонник ФКП                       | фермер     |

## Экономика
В 2010 году среди 260 человек трудоспособного возраста (15-64 лет) 202 были экономически активными, 58 — неактивными (показатель активности — 77,7 %, в 1999 году было 65,5 %). Из 202 активных жителей работали 181 человек (96 мужчин и 85 женщин), безработных было 21 (9 мужчин и 12 женщин). Среди 58 неактивных 10 человек были учениками или студентами, 28 — пенсионерами, 20 были неактивными по другим причинам.

## Достопримечательности
- Церковь Св. Леодегария (XII век). Исторический памятник с 1949 года[5]

## Фотогалерея

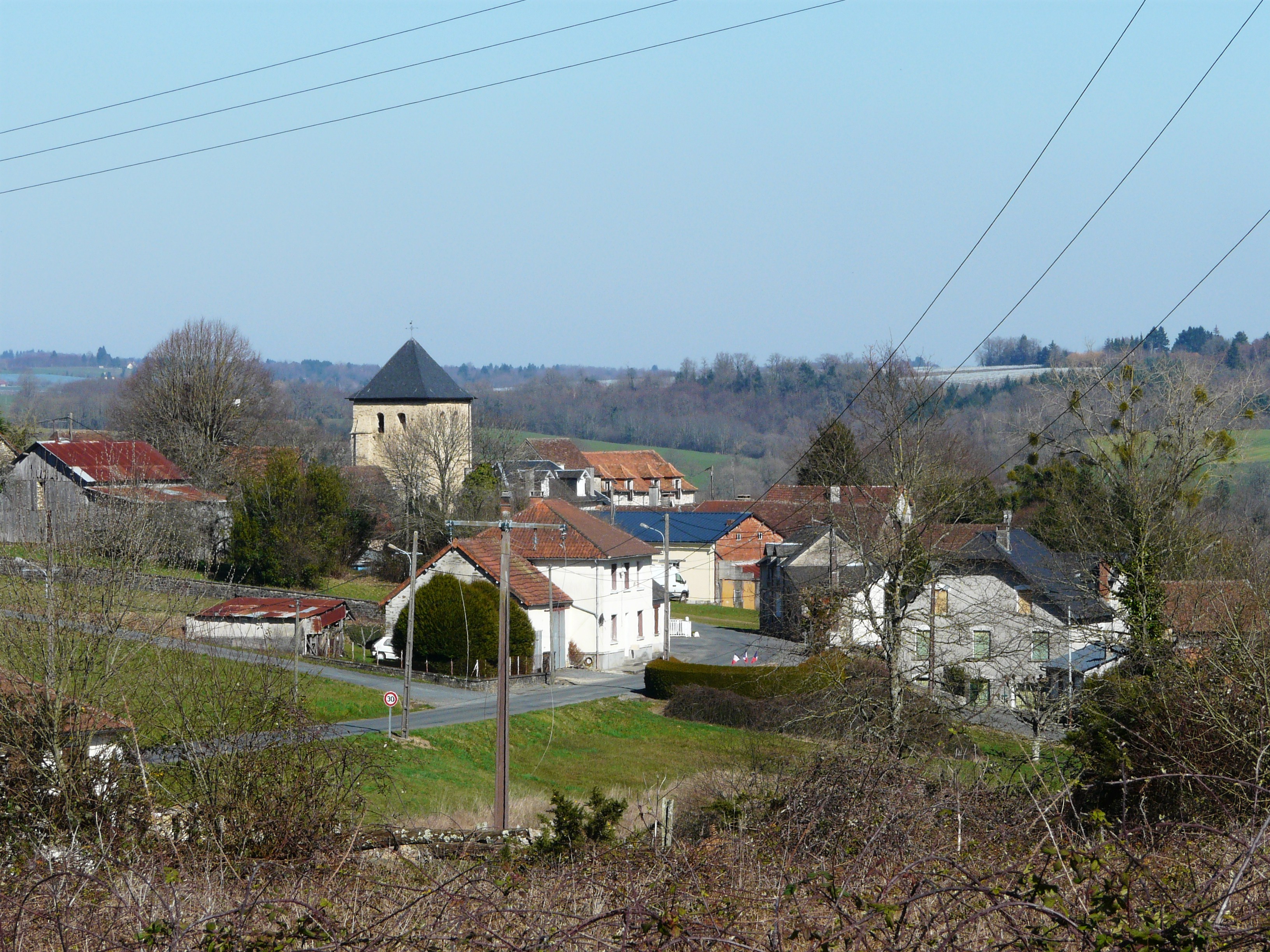
Сарланд
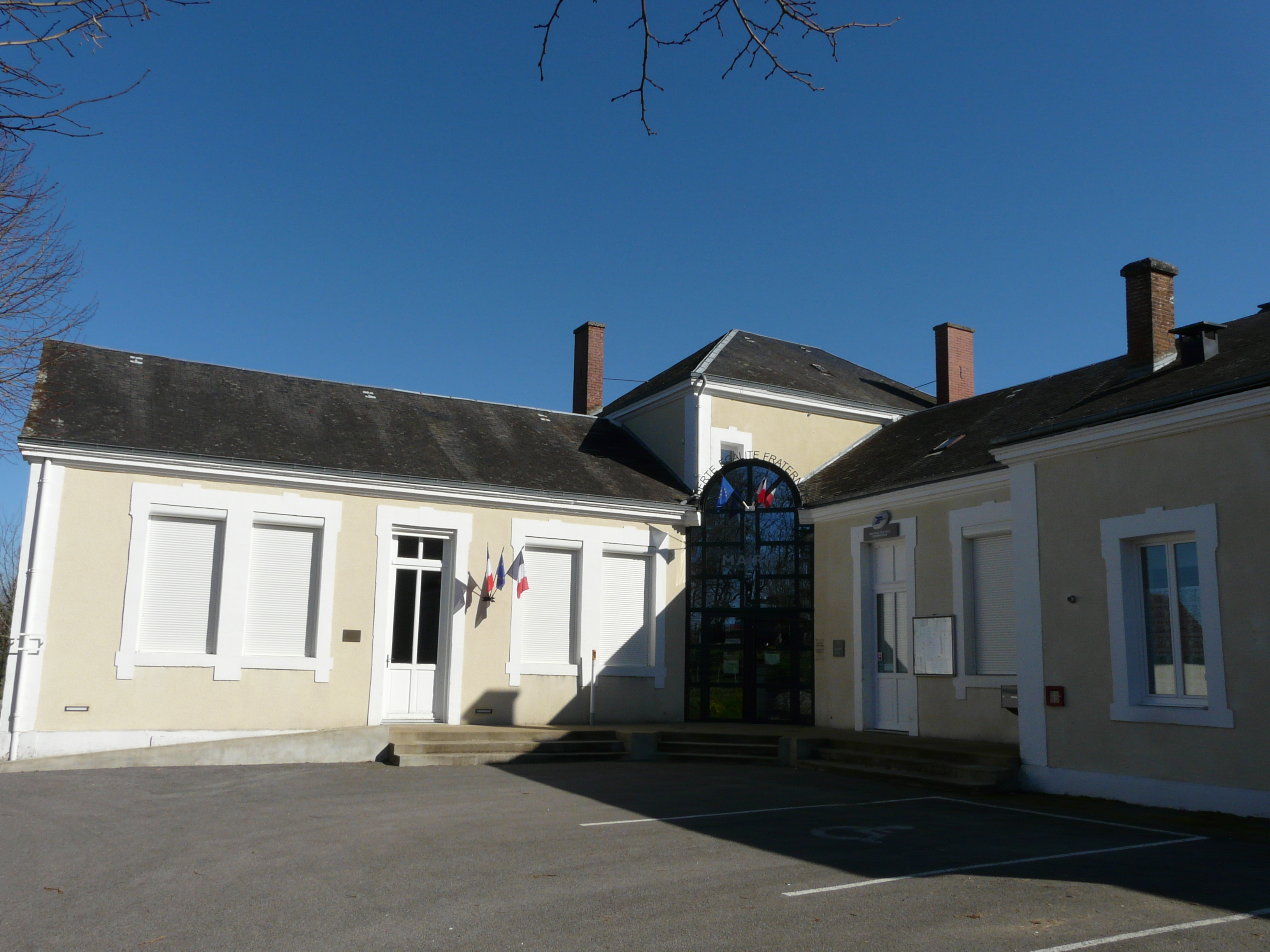
Мэрия
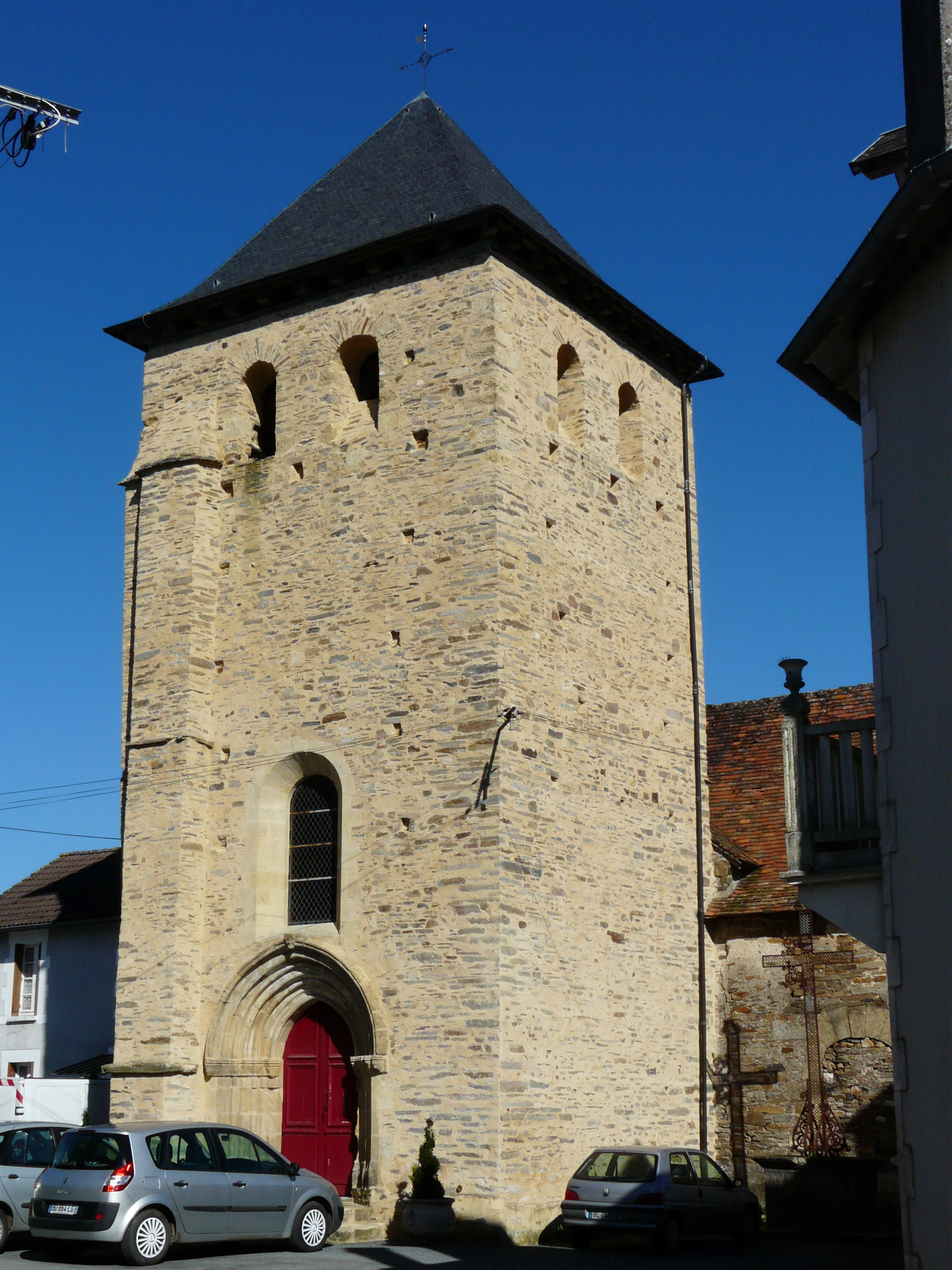
Церковь Св. Леодегария
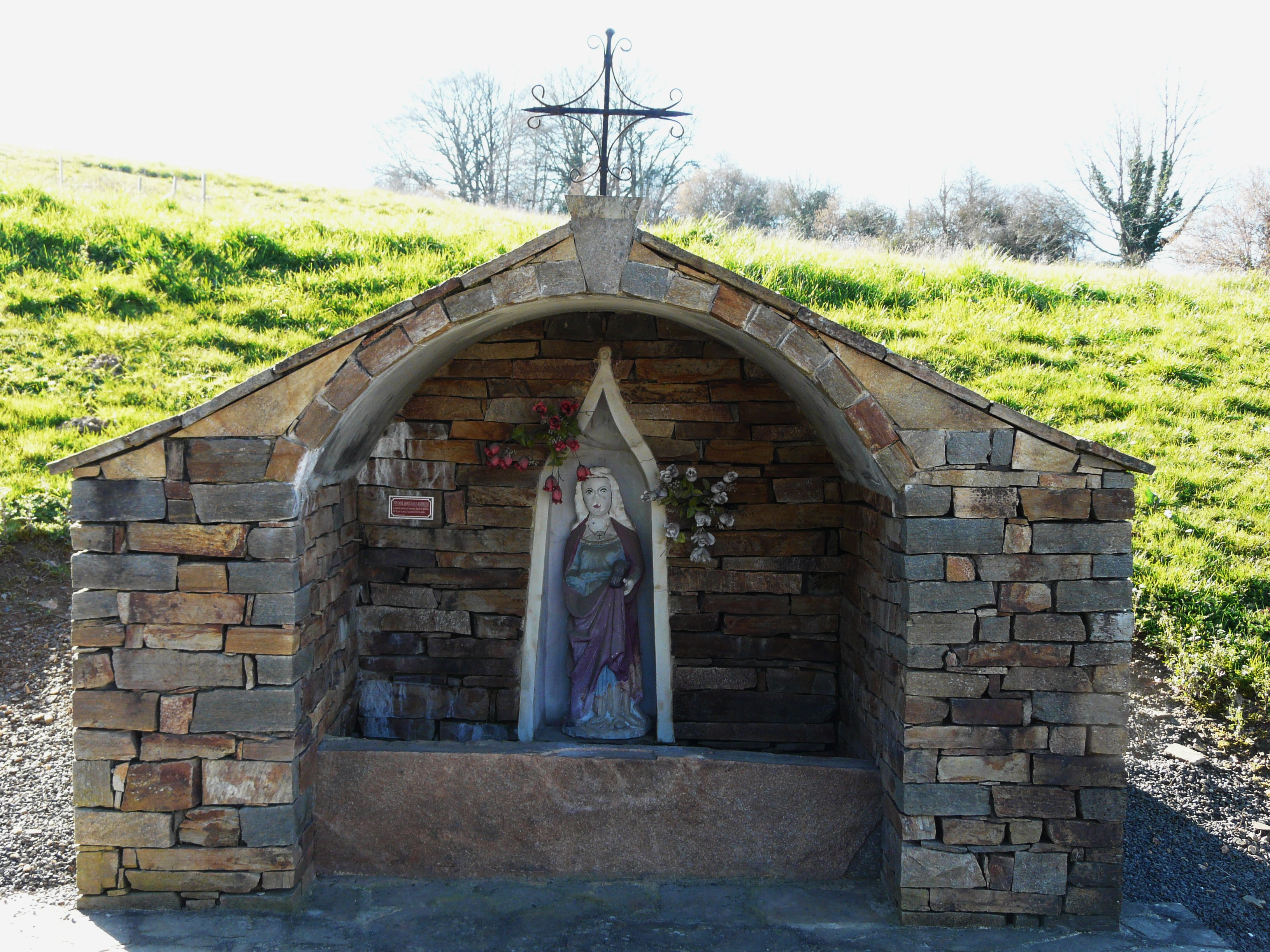
Фонтан Св. Марии Магдалины
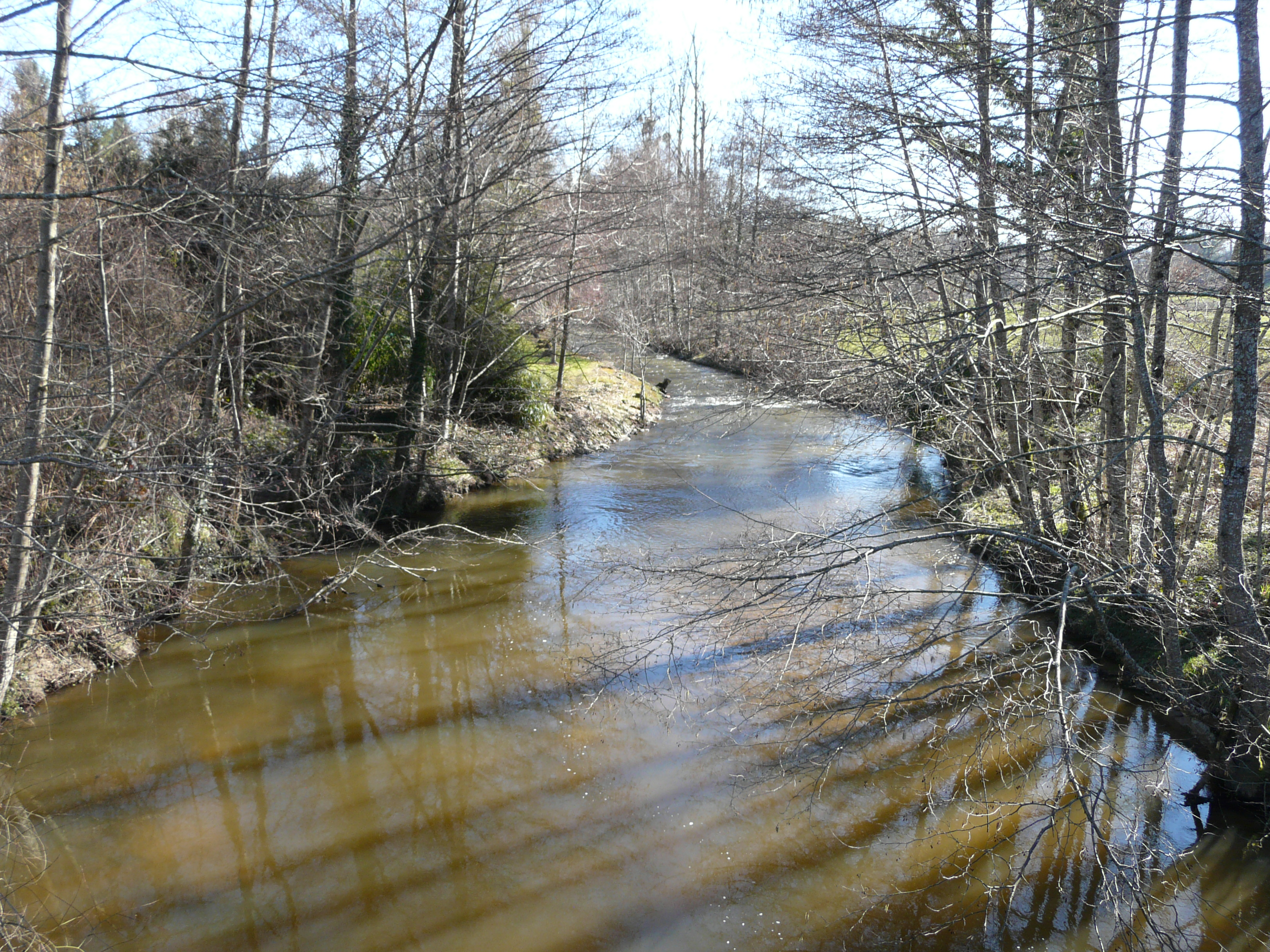
Река Лу